# Konstandinos Zapas

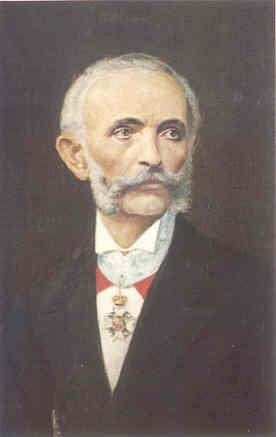
Portret Konstandinosa Zapasa

Konstandinos Zapas (gr. Κωνσταντίνος Ζάππας, Kōnstantínos Záppas; ur. 1814, zm. 1892) – grecki przedsiębiorca i filantrop. Wraz ze swoim kuzynem Ewangelosem Zapasem odegrał znaczącą rolę w odrodzeniu się Igrzysk olimpijskich.
Zapas urodził się w 1814 w miejscowości Labovë e Madhe, między Gjirokastratą i Tepeleną, w dzisiejszej Albanii. Po śmierci kuzyna kontynuował jego spuściznę i działania na rzecz wznowienia igrzysk. Został mianowany dyrektorem Komitetu Olimpijskiego (inaczej Komisji Zapasa), który zorganizował w latach 1859, 1870, 1875, 1988–1889 zawody będące prekursorami nowożytnej międzynarodowej olimpiady.
W 1881 roku kupił pola w Tesalii i wraz z kuzynem wybudowali w Atenach tzw. Zappeion, który został oficjalnie otwarty 28 października 1888. Z jego finansowego wsparcia zostało wybudowanych wiele placówek oświatowych, w tym szkół żeńskich w Konstantynopolu i Labovë, a także w wielu miastach Epiru (Tepelena, Delvina) i Tesalii. Wiele osób skorzystało z jego stypendiów dla studiów podyplomowych w Europie Zachodniej (głównie w dziedzinach naukowych rolnictwa).
Zmarł w 1892 roku w Mantes-la-Jolie, we Francji. W dniu jego śmierci rumuński rząd przejął wszystkie jego wpływy z aktywów i kapitałów, które były jeszcze w Rumunii. Bliski przyjaciel Konstandinosa baron Pierre de Coubertin i A. Mercatise zachęcili rząd grecki do sfinansowania z jego pieniędzy letnich igrzysk olimpijskich w 1896 roku.
Posągi Konstandinosa i jego kuzyna Ewangelosa położone są naprzeciwko Zappeionu.